# Camellia aurea
Camellia aurea là một loài thực vật có hoa trong họ Theaceae. Loài này được H.T.Chang mô tả khoa học đầu tiên năm 1979.